# Comuna Koczała
Comuna Koczała (poloneză gmina Koczała) este o comună rurală din powiat-ul człuchowski, voievodatul Pomerania, din partea septentrională a Poloniei. Sediul administrativ este satul Koczała. Conform datelor din 2004 comuna avea 3.505 de locuitori. Întreaga suprafață a comunei Koczała este 222,41 km².
În comuna sunt 7 sołectwo-uri: Bielsko, Koczała, Łękinia, Pietrzykowo, Starzno, Trzyniec și Załęże. Comuna învecinează cu două comune ale powiat-ului człuchowski (Rzeczenica și Przechlewo), două comune ale powiat-ului bytowski (Lipnica și Miastko) și o comună a powiat-ului szczecinecki din voievodatul Pomerania Occidentală (Biały Bór).
Înainte de reforma administrativă a Poloniei din 1999, comuna Koczała a aparținut voievodatului Słupsk.